# Pablo Hermoso de Mendoza González
Pablo Hermoso de Mendoza González (Logronyo, 1972) és un economista i polític espanyol del Partit Socialista Obrer Español. És alcalde de Logronyo, des de juny de 2019.
És militant del PSOE des de 2015. L'octubre de 2018 va començar la seva trajectòria política presentant-se a les primàries obertes a militants i simpatitzants a Logronyo. En guanyar les primàries pansa a ser el cap de llista en la candidatura del PSOE a l'ajuntament de la capital de La Rioja. I després de vèncer en les eleccions municipals de 2019 va ser investit alcalde de Logronyo el 15 de juny de 2019. Hermoso de Mendoza va ser recolzat pel Grup Socialista, Unides Podem i el Partido Riojano, que en l'actualitat compten amb una regidoria cadascun al govern municipal.